# Fang Cheng Bao
Fang Cheng Bao (alternativ auch Fangchengbao geschrieben, chinesisch 方程豹, Pinyin Fāngchéng bào – „Formel-Leopard, Formel-Panther“) ist eine chinesische Automarke von BYD Auto. Sie wurde im Juni 2023 eingeführt.

## Produkte
Unter dieser Marke werden Sport Utility Vehicles angeboten. Das erste Modell ist der Fang Cheng Bao Leopard 5. Im April 2024 wurden mit dem Fang Cheng Bao Leopard 8 das zweite Modell sowie zwei Konzeptfahrzeuge vorgestellt; beim Super 9 Konzept handelt es sich um einen offenen Supersportwagen. Der Fang Cheng Bao Leopard 3 wurde im Juni 2024 präsentiert, zum Verkaufsstart im März 2025 wurde er in Fang Cheng Bao Tai 3 umbenannt. Über ihm positioniert ist der Fang Cheng Bao Tai 7, der im Juni 2025 vorgestellt wurde.

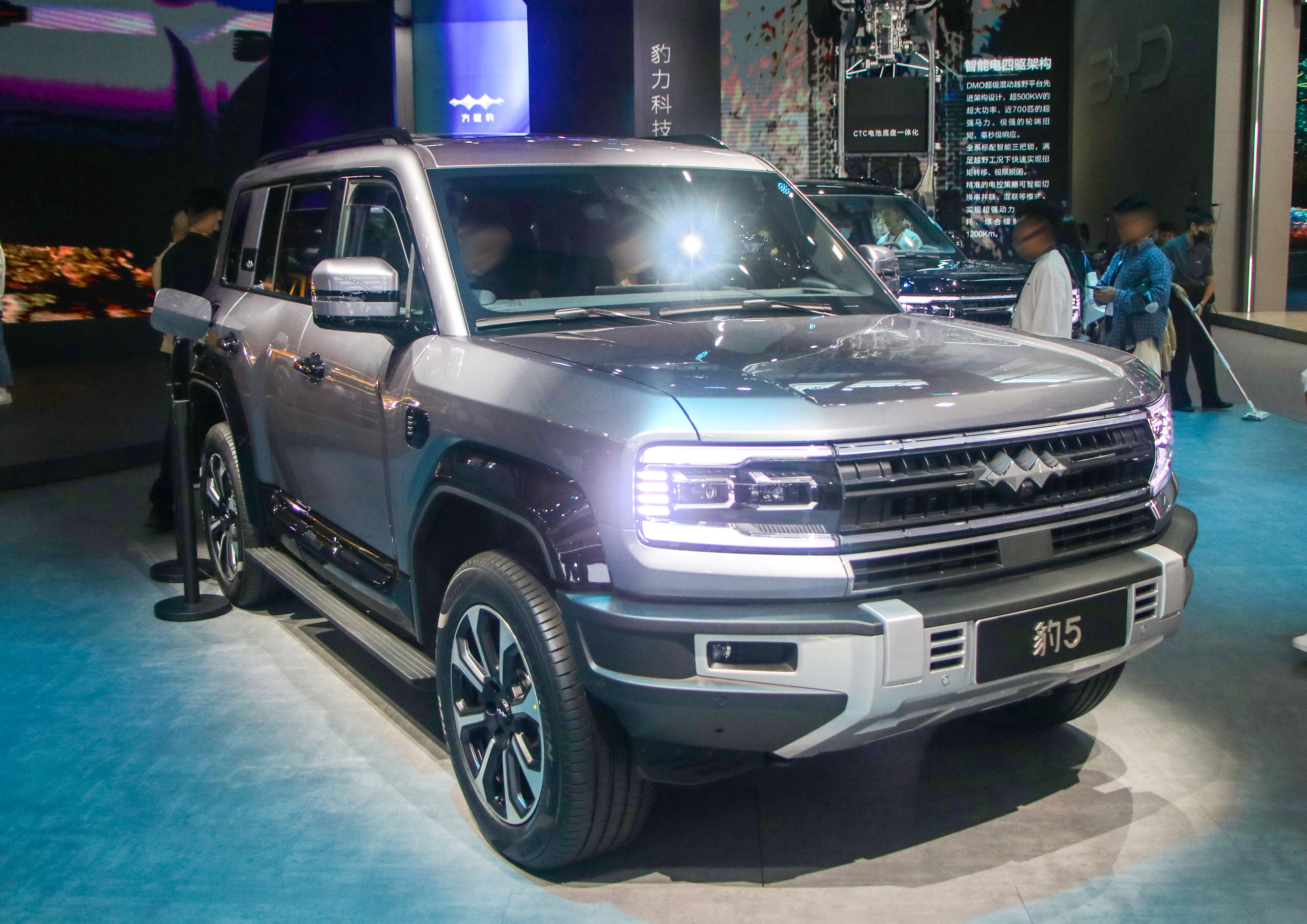
Fang Cheng Bao Leopard 5 (seit 2023)
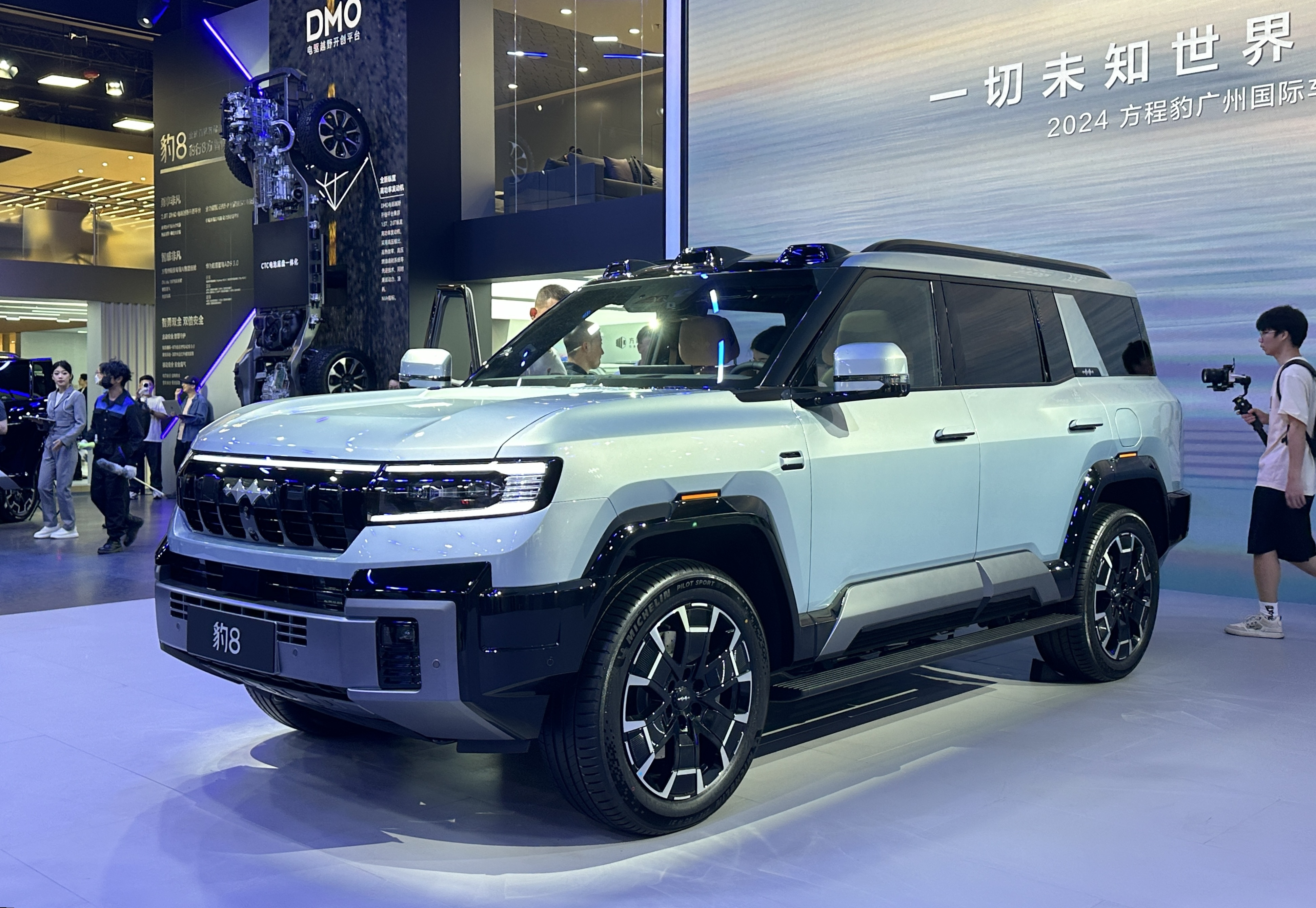
Fang Cheng Bao Leopard 8 (seit 2024)
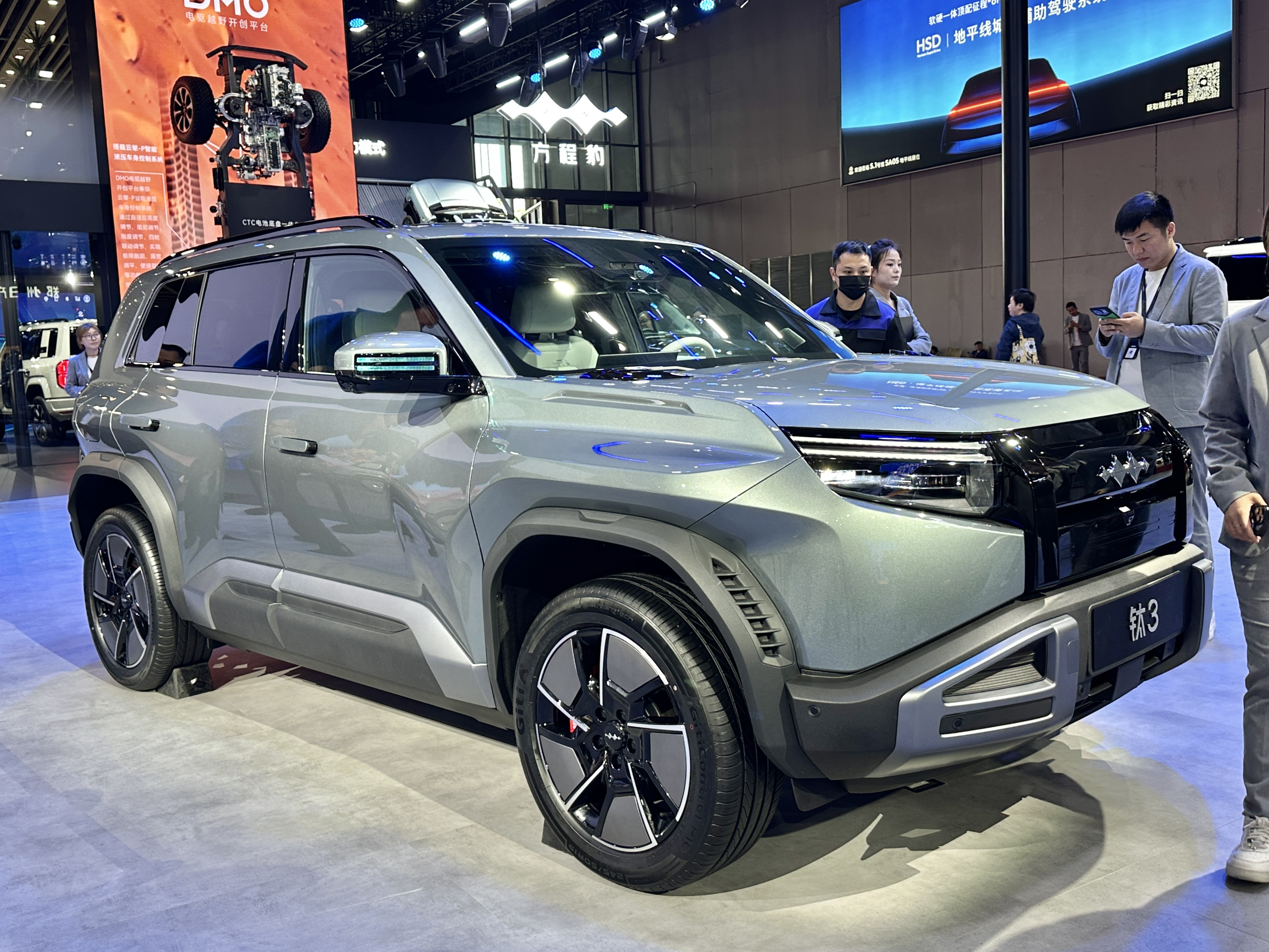
Fang Cheng Bao Tai 3 (seit 2025)
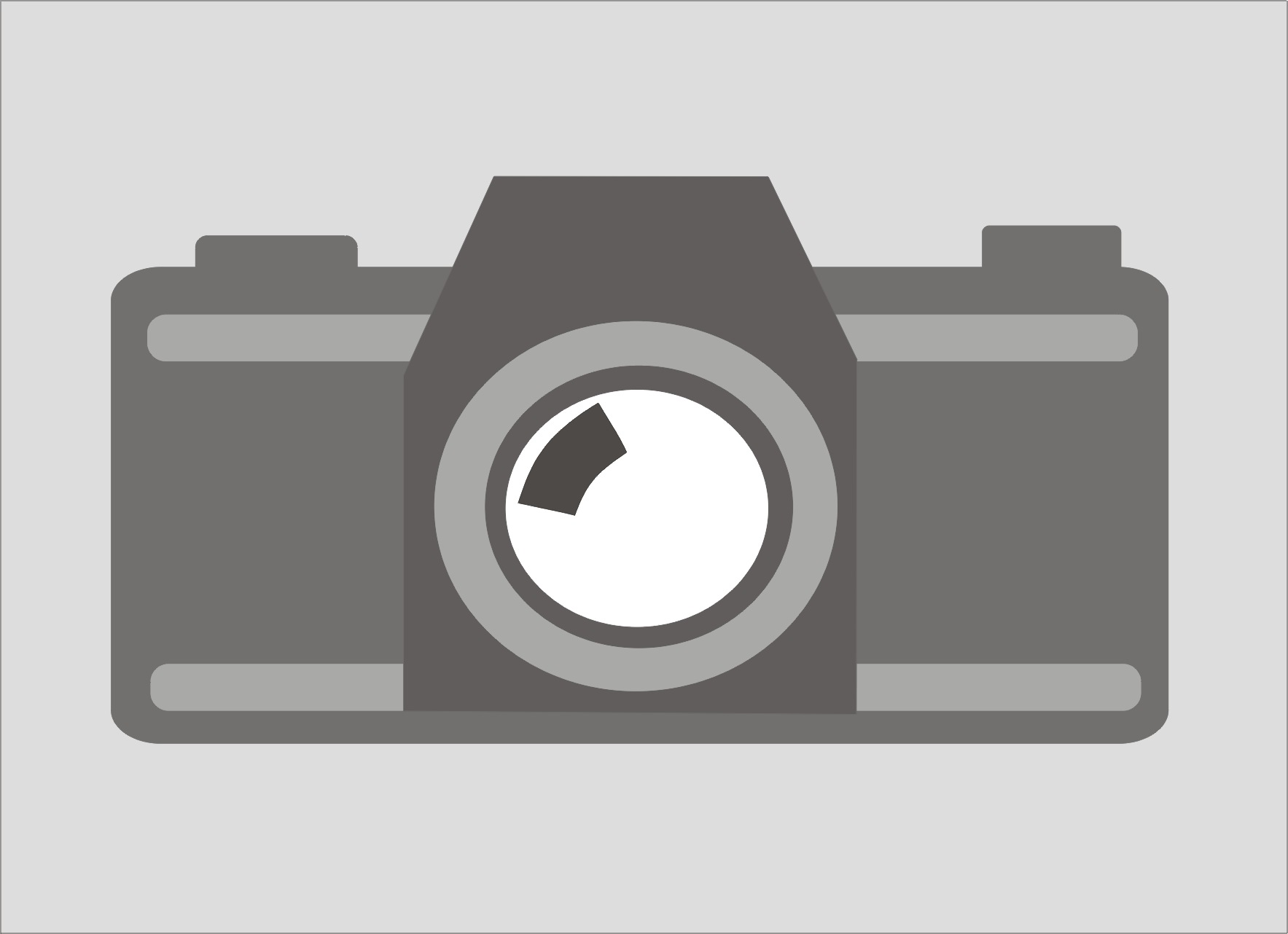
Fang Cheng Bao Tai 7 (ab 2025)
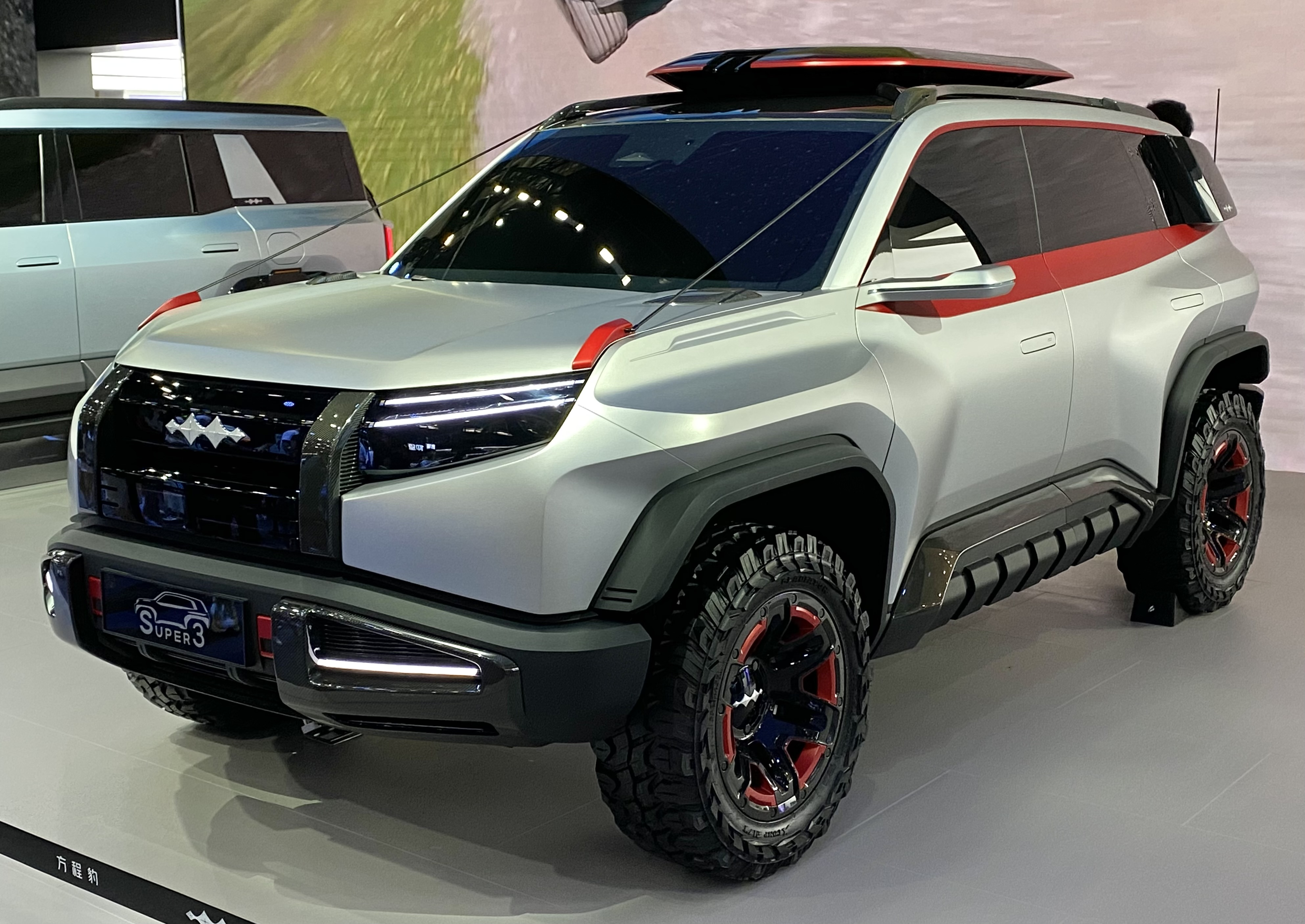
Fang Cheng Bao Super 3 Konzept (2024)
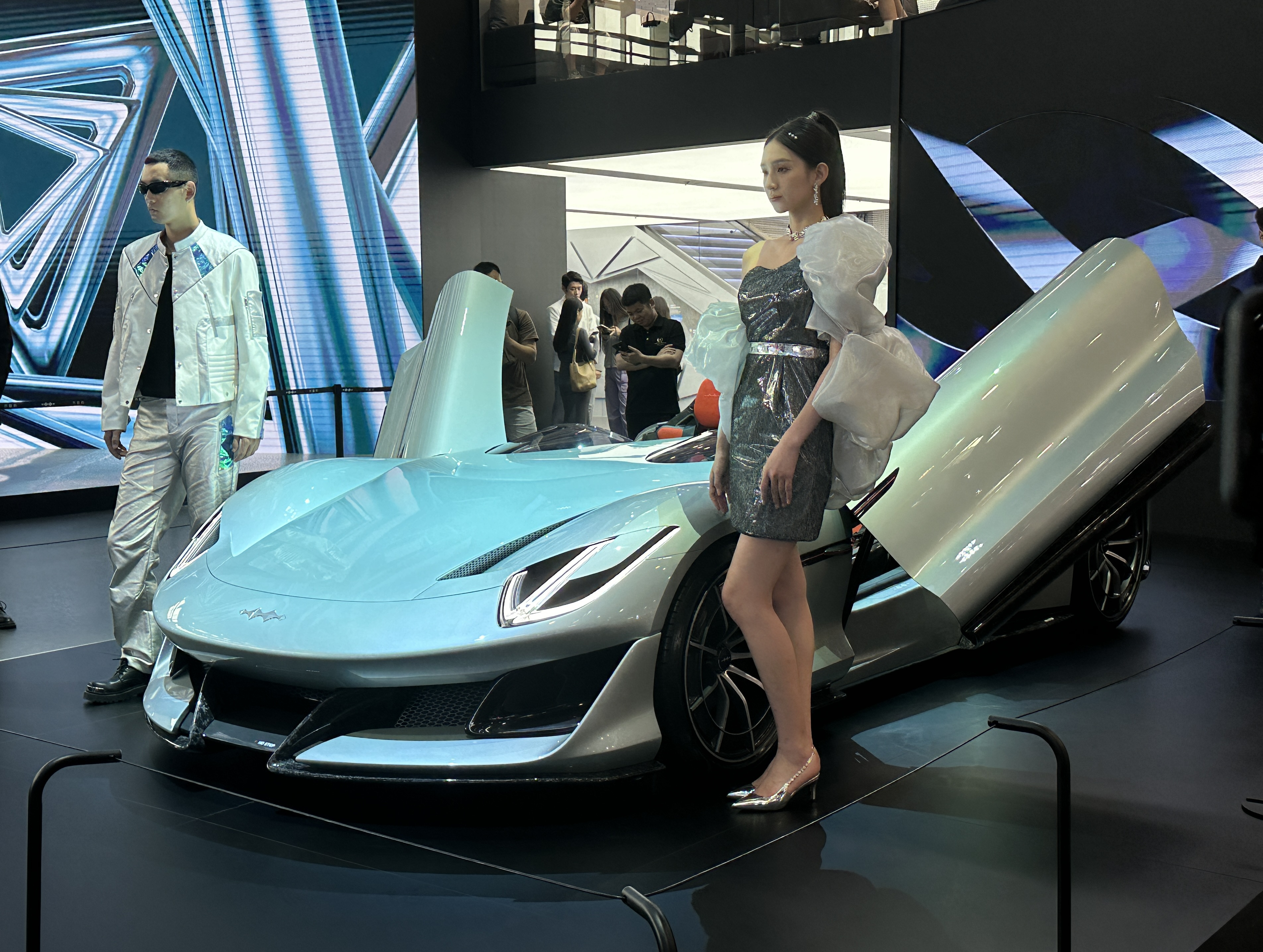
Fang Cheng Bao Super 9 Konzept (2024)